# Sansom Park
Sansom Park – miasto w Stanach Zjednoczonych, w stanie Teksas, w hrabstwie Tarrant.